# Piotr Wojtowicz
Piotr Wojtowicz (ur. 23 stycznia 1958 w Toruniu) – operator filmowy (autor zdjęć filmowych, Cinematographer, Director of Photography), aktor drugoplanowy.
W latach 1979–1982 pracuje w TVP Kraków, to właśnie tam realizował swoje pierwsze filmy dokumentalne. W 1986 r. ukończył studia na Wydziale Operatorskim PWSFTviT w Łodzi. Od ukończenia studiów aktywny zawodowo do chwili obecnej, od 2009 wykładowca sztuki operatorskiej w Państwowa Wyższa Szkoła Filmowa, Telewizyjna i Teatralna im. Leona Schillera w Łodzi. W 2019 nadanie tytułu profesora sztuki filmowej..
Rozpiętość gatunkowa realizowanych filmów obejmuje film artystyczny, poprzez historyczny sięga lżejszego kina rozrywkowego i sensacyjnego. Jako operator kamery wykonuje zdjęcia lotnicze i podwodne, przez lata specjalizował się w zdjęciach na steadicamie. Swoje doświadczenie zdobywa pracując w warunkach tropikalnej dżungli w Wietnamie i na ośnieżonych szczytach górskich. Realizował filmy w Czechach, Rosji, Szwecji, USA, na Ukrainie, Węgrzech i we Francji. Jako samodzielny autor zdjęć filmowych debiutuje w roku 1990 realizując zdjęcia do filmu Cheat (Szuler) w reżyserii Adka Drabinskiego, amerykańsko – hiszpańskiej produkcji za którą otrzymał Nagrodę im. Andrzeja Munka w kategorii zdjęć. W latach następnych pracował jako autor obrazu między innymi z takimi reżyserami jak; Marta Meszaros, Izabela Cywińska, Andrzej Barański, Jan Kidawa-Błoński, Michał Kwieciński, Bodo Kox, Olaf Lubaszenko, Radosław Piwowarski, Andrzej Seweryn, Mariusz Treliński, Wojciech Wójcik, Patryk Vega, Krzysztof Zanussi, Ryszard Zatorski. Większość filmów fabularnych realizuje łącząc zadania autora zdjęć z funkcją operatora kamery.
Ma w dorobku ponad trzydziestu spektakli teatru telewizji, około stu filmów reklamowych, część z nich jako reżyser. Jest autorem kilkunastu teledysków, między innymi dla Grzegorza Ciechowskiego, Stanisława Sojki, zespołów; Budka Suflera i Piersi, oraz współautorem albumu fotograficznego „Prymas”, zawierał on m.in. fotosy z filmu Prymas. Trzy lata z tysiąca.
Jest członkiem Stowarzyszenia Autorów Zdjęć Filmowych / PSC (Polish Society of Cinematographers), elitarnego stowarzyszenia twórców zdjęć filmowych, w latach 2012-2015 jego wiceprzewodniczący. Członek European Federation of Cinematographers / IMAGO. W latach 2012 – 2014 zasiadał w Radzie Naukowej Filmoteki Narodowej. Członek jury wielu festiwali filmowych, między innymi: Camerimage, FFF w Gdyni, LLF w Łagowie.

## Nagrody i wyróżnienia
- 2019: Lato, Sopot (Festiwal Teatru Polskiego Radia i Teatru Telewizji Polskiej "Dwa Teatry") Nagroda za zdjęcia
- 2019: Znaki, Sopot (Festiwal Teatru Polskiego Radia i Teatru Telewizji Polskiej "Dwa Teatry") Nagroda za zdjęcia
- 2019: Jednocześnie, (Festiwal Teatru Polskiego Radia i Teatru Telewizji Polskiej "Dwa Teatry") Nagroda za zdjęcia
- 2018: Spiskowcy, (Festiwal Teatru Polskiego Radia i Teatru Telewizji Polskiej "Dwa Teatry") Nagroda za zdjęcia
- 2018: Pan Jowialski, (Festiwal Teatru Polskiego Radia i Teatru Telewizji Polskiej "Dwa Teatry") Nagroda za zdjęcia
- 2010:  Różyczka Bydgoszcz, Nagroda Główna w Konkursie Filmów Polskich, Międzynarodowy Festiwal Autorów Zdjęć Filmowych "Camerimage"
- 2008: Jutro idziemy do kina, Seul (Festiwal Dramatu) Nagroda za zdjęcia
- 2008: Jutro idziemy do kina, Moskwa (Międzynarodowy Festiwal Filmów Wojennych) Nagroda za zdjęcia
- 2003: Tam i z powrotem, Orzeł, Polska Nagroda Filmowa (nominacja) w kategorii: najlepsze zdjęcia
- 2001: Prymas. Trzy lata z tysiąca, Tarnowska Nagroda Filmowa: Srebrna Statuetka Leliwity - Nagroda Specjalna
- 2001: Prymas. Trzy lata z tysiąca, Orzeł, Polska Nagroda Filmowa (nominacja) w kategorii: najlepsze zdjęcia; za rok 2000
- 1996: Autoportret z kochanką, Gdynia (Festiwal Polskich Filmów Fabularnych) Nagroda Biura Podróży "Lauer"
- 1992: Cheat (Szuler), Nagroda im. Andrzeja Munka (przyznawana przez PWSFTviT)

## Filmografia
- 2019: Jednocześnie, w charakterze autora zdjęć
- 2019: W małym dworku, w charakterze autora zdjęć
- 2019: Znaki, w charakterze autora zdjęć
- 2018: Lato, w charakterze autora zdjęć
- 2018: Pan Jowialski, w charakterze autora zdjęć
- 2017: Spiskowcy, w charakterze autora zdjęć
- 2017: Śluby panieńskie, w charakterze autora zdjęć
- 2016: Gdzie ty idziesz dziewczynko, w charakterze autora zdjęć
- 2015: Amazonia, w charakterze autora zdjęć
- 2015: Damy i huzary, (serial tv), w charakterze autora zdjęć
- 2015: List biskupów, w charakterze autora zdjęć
- 2015: Ojciec Mateusz, (serial tv), w charakterze autora zdjęć
- 2013: 2XL, w charakterze autora zdjęć, reżyseria
- 2011: Galeria, (serial tv), w charakterze autora zdjęć
- 2011: Getsemani, w charakterze autora zdjęć
- 2011: Rezydencja (serial tv), w charakterze autora zdjęć
- 2011: Sztos 2, w charakterze autora zdjęć, scenopis, operator kamery
- 2010: Różyczka, w charakterze autora zdjęć, scenopis, operator kamery
- 2010: Apetyt na życie, w charakterze autora zdjęć
- 2009: Sprawiedliwi, w charakterze autora zdjęć
- 2009: Tancerze, w charakterze autora zdjęć
- 2008: Czas honoru, w charakterze autora zdjęć
- 2007: Jutro idziemy do kina, w charakterze autora zdjęć
- 2007: Regina, w charakterze autora zdjęć
- 2007–2008: Twarzą w twarz, w charakterze autora zdjęć
- 2004–2008: Kryminalni, w charakterze autora zdjęć
- 2006: Kto nigdy nie żył, w charakterze autora zdjęć, scenopis, operator kamery
- 2003: Królowa chmur, w charakterze autora zdjęć,
- 2002: Sfora: Bez litości, w charakterze autora zdjęć
- 2002: E=mc², w charakterze autora zdjęć
- 2002: Sfora, w charakterze autora zdjęć
- 2002: Czwarta siostra, w charakterze autora zdjęć
- 2001: Tam i z powrotem, w charakterze autora zdjęć
- 2000: Prymas. Trzy lata z tysiąca, w charakterze autora zdjęć
- 2000: Kalipso, w charakterze autora zdjęć
- 2000: Cud purymowy, w charakterze autora zdjęć
- 2000: Moja córeczka, w charakterze autora zdjęć
- 1999: Ostatnia misja, w charakterze autora zdjęć
- 1999–2008: Na dobre i na złe, w charakterze autora zdjęć
- 1999: Córy szczęścia, w charakterze autora zdjęć
- 1999: Anielska cierpliwość, w charakterze autora zdjęć, reżyseria
- 1998: Ekstradycja 3, w charakterze autora zdjęć
- 1997: Sztos, w charakterze autora zdjęć
- 1997: Dusza śpiewa, w charakterze autora zdjęć
- 1996: Ekstradycja 2, w charakterze autora zdjęć
- 1996: Autoportret z kochanką, w charakterze autora zdjęć
- 1996: Niepisane prawa, w charakterze autora zdjęć
- 1995: Ekstradycja, w charakterze autora zdjęć
- 1994: Voyage an Pologne, w charakterze autora zdjęć
- 1992: Dotknięcie ręki, jako Operator filmujący wywiad z Kesdim
- 1991: Droga, w charakterze autora zdjęć
- 1990: Cheat (Szuler), w charakterze autora zdjęć, scenopis, operator kamery
- 1990: Zakład, w charakterze autora zdjęć, scenopis, operator kamery
- 1989: Wiatraki z Ranley, w charakterze autora zdjęć
- 1985–1993: Dzieje kultury polskiej, w charakterze autora zdjęć

## Publikacje
- Piotr Wojtowicz, Prawda w sztuce operatorskiej. Na podstawie filmu „Prymas. Trzy lata z tysiąca” w: Okiem Operatora, Wydawnictwo Biblioteki Państwowej Wyższej Szkoły Filmowej, Telewizyjnej i Teatralnej w Łodzi, 2014, str. 47 – 93, ISBN 978-83-87870-90-4
- Piotr Wojtowicz, Koncepcja ideowo-artystyczna zdjęć do filmu „Tam i z powrotem”. Opis autorski, IMAGES The International Journal of European Film, Performing Arts and Audiovisual Communication, Volume XV, Number 24, Poznań 2014, str. 195 – 205, ISSN 1731-450X.
- A. Bujak, K. Wellman, P. Wojtowicz, Prymas, Biały Kruk, Kraków 2000, ISBN 83- 912165-9-4.

## Aktywność naukowa
- 2008 – stopień doktora sztuki filmowej na podstawie rozprawy w postaci zdjęć do filmu Tam i z powrotem oraz pracy teoretycznej „Koncepcja ideowo artystyczna zdjęć do filmu Tam i z powrotem”

- 2011 – stopień doktora habilitowanego sztuki filmowej na podstawie oceny ogólnego dorobku artystycznego i przedstawionej rozprawy habilitacyjnej w postaci zdjęć do filmu fabularnego Różyczka oraz aneksu teoretycznego „Analiza zastosowania i wpływu archiwalnych ujęć dokumentalnych na koncepcję operatorską w filmie Różyczka”
- 2019 – tytuł profesora sztuki filmowej

## Udział w zespołach eksperckich i konkursowych
- 2013–2014 członek Rady Programowo-Naukowej Filmoteki Narodowej przy Ministerstwie Kultury i Dziedzictwa Narodowego
- członek Rady Artystycznej Polskiej Akademii Filmowej
- członek Polskiej Akademii Filmowej “Polskie Orły”
- 1998 członek jury na Festiwalu Lubuskie Lato Filmowe w Łagowie
- 1998 członek jury na Festiwalu polskich Filmów Fabularnych w Gdyni
- 2000 członek jury na Festiwalu Lubuskie Lato Filmowe w Łagowie
- 2000 członek jury na Międzynarodowym Festiwalu Dokumentalnych Filmów o Regionach Śląsk 2000
- 2002 członek jury konkursu głównego na Festiwalu Sztuki Autorów Zdjęć Filmowych Camerimage w Łodzi
- 2002 członek jury konkursu filmów studenckich na Festiwalu Sztuki Autorów Zdjęć Filmowych Camerimage w Łodzi
- 2002 członek jury na Festiwalu Lubuskie Lato Filmowe w Łagowie
- 2005 członek jury konkursu filmów studenckich na Festiwalu Sztuki Autorów Zdjęć Filmowych Camerimage w Łodzi
- 2006 członek jury IV Festiwalu Filmów Studenckich „Łodzią po Wiśle”
- 2012 członek jury na Festiwalu Lubuskie Lato Filmowe w Łagowie
- 2015 członek jury konkursu “Trzy Korony” – Małopolska Nagroda Filmowa w Krakowie